# ジョルジュ・ド・ラーム
ジョルジュ・ド・ラーム（Georges de Rham、1903年9月10日 - 1990年10月9日）は、スイスの数学者。微分位相幾何学への貢献で知られる。

## 経歴
1903年9月10日、スイスのヴォー州にある小さな村であるRocheで生まれる。建設技師のレオン・ド・ラーム(Léon de Rham)家の6人の子どもの5番目の子であった。Rocheで育ったが、地区の主要な町である近くのAigleの学校に毎日電車で通っていた。ジョルジュ自身の説明によると、並外れた学生ではなく、主に絵画を楽しみ画家になることを夢見ていた。1919年、家族でローザンヌのボーリュー城の賃貸アパートに引っ越し、そこで一生を過ごした。ローザンヌのギムナジウムに入り文学と哲学への情熱に従い人文科学に力をいれたが、数学はほとんど学ばなかった。しかし1921年にギムナジウムを卒業するときにラテン語を避けるために文学部には進学せずローザンヌ大学の理学部を選択した。学部では生物学、物理学及び化学を勉強し始め、当初数学はあまり勉強しなかった。物理学の道具として数学を独学しているうちに興味を持ち、3年の時に生物学を辞め数学に専念した。
大学ではGustave DumasとDmitry Mirimanoffという2人の教授の影響を受け、2人はエミール・ボレル、ルネ＝ルイ・ベール、アンリ・ルベーグ、Joseph Serretの著書を勉強するように導いた。1925年に卒業した後もDumasの助手としてローザンヌ大学に残った。博士号を取得するためにDumasの勧めでアンリ・ポアンカレの位相幾何学に関する著書を読み始める。ポアンカレに論文のテーマのインスピレーションを得たが、位相幾何学は比較的新しいトピックであり、ローザンヌでは関連文献を手に入れることが難しかったため、進展は遅かった。Dumasの勧めでルベーグと連絡を取り、1926年に数か月、1928年に再び数か月パリに滞在した。2回の渡航の費用はどちらも自身の貯金からであり、パリではパリ大学やコレージュ・ド・フランスで授業を受け勉強した。ルベーグはこの時期ド・ラームに多くの援助を行い、その勉強と最初の研究発表を支援した。1931年、論文を書き終えるとルベーグはその論文をエリ・カルタンに送るよう助言し、カルタン率いるPaul Montelとガストン・ジュリアを審査員に含む委員会の前でパリ大学から博士号を授与された。
1932年、ローザンヌ大学に特任教授として復帰した。1936年、ジュネーブ大学の教授にも就任し、1971年に引退するまで両方の職を並行して勤めた。
スイスで最も優れた登山家の1人でもあった。1944年からローザンヌのIndependent High Mountain Groupの一員として、ペンニネアルプス山脈（BaltschiederからStockhornの東尾根など）やヴォーアルプス（L'ArgentineやPacheuなど）のいくつかの難しいルートを切り開いた。1944年、Miroir d'Argentineの完全な登山ガイドブックを書き、1980年まで登り続けた。ジョン・ウィラード・ミルナーによると、1933年にド・ラームはヴァレー州のヴァイスホルンの近くで一緒に登山をしていたJames Alexanderとハスラー・ホイットニーに会い、この出会いがホイットニーとド・ラームの40年以上におよび付き合いの始まりとなった。

## 数学の研究
1931年、ド・ラームの定理を証明し、ド・ラームコホモロジー群を位相不変量として同定した。この証明はアンリ・ポアンカレやエリ・カルタンが暗黙の了解としていた結果であり、求められたものであると考えられる。例えば、一般のストークスの定理の最初の証明は、1899年にポアンカレによりされたものである。当時はまだコホモロジー論がなく、多様体の場合、ホモロジー論は次元から余次元への切り替えで自己双対になることが知られていた（つまり、{\displaystyle H_{k}}から{\displaystyle H_{n-k}}でnは次元）。向き付け可能な多様体の場合、向き付けは微分形式であり、ゼロではないn形式である（正のスカラー場によって関連付けられている場合2つは同等である）。この二重性は、定理の後の年で行われたように、ホッジ双対（直感的には向き付け形式に「分ける」）という見地から非常に有利に再定式化することができる。ホモロジー形式側と微分形式側を分離することで「被積分関数」と「積分の領域」を共鎖と鎖として明確に共存させることができた。ド・ラーム自身はホモロジーカレントの理論を展開し、これが超関数の概念とどのように適合するかを示した。
特に、ホッジ理論や層理論の発展において、ド・ラームの定理の影響は大きいものであった。
滑らかな多様体のねじれ不変量についても研究した。

## 参考書籍
- Bott, Raoul (1991). “Georges de Rham 1901–1990”. Notices of the American Mathematical Society 38 (2):  114–115.
- Eckmann, Beno (1992). “Georges de Rham 1903–1990”. Elemente der Mathematik 47 (3):  118–122.